# Всеукраїнська федерація гольфу
Всеукраїнська федерація гольфу була створена 30 липня 1997 року. Згідно з наказами Міністерства молоді та спорту України Всеукраїнській федерації гольфу надано статус Національної спортивної федерації. Всеукраїнська федерація гольфу прийнята до колективних членів Національного олімпійського комітету України на XIV Генеральній асамблеї НОК України у 2012 році.
Федерація співпрацює з Міжнародною федерацією гольфу (International Golf Federation), Європейською Асоціацією гольфу (European Golf Association), організацією R&A. Всеукраїнська федерація гольфу проводить змагання всіх рівнів на території України і представляє своїх спортсменів на міжнародній арені.

## Історія
Засновниками 1997 року були: Ю. П. Спіженко, І. М. Діденко, В. О. Рибчук. Президентом обрали Спіженка Юрія Прокоповича. У 1998 році створено перший тренувальний майданчик для гольфу (драйвінг-рейндж) у Київській області (Конча-Заспа, 26-й кілометр Старообухівської траси), а 1 липня відбулося відкриття «Київ Кантрі Клаб».
У червні 1999 року президентом ВФГ обрано Воронова Ігоря Олексійовича, віце-президентами — Корбана Олега Борисовича та Діденка Ігоря Миколайовича. 10 червня 1999 року відбулося відкриття першого поля для міні-гольфу в Гідропарку Київ), ініціатор будівництва — президент Федерації. У вересні 1999 року вперше формується національна збірна України з гольфу, яка бере участь у російському турнірі (Москва, гольф-клуб «Нахабіно»). Склад команди: Дробишевський Геннадій, Корбан Олег, Валерій Кирмасов, Накадзима Хідіомі — радник консула Японії в Україні. У 2000 р. проводиться перший чемпіонат України з міні-гольфу (Київ, поле для гольфу в Гідропарку), а 2006 року вперше збірна України з міні-гольфу бере участь уміжнародному турнірі у Швеції. 20 грудня 2002 року Всеукраїнська федерація гольфу вступає до колегіальних членів НОК України.
Важливим етапом розвитку гольфу в Україні стало надання статусу національної федерації Всеукраїнській федерації гольфу 2003 року. 2 квітня 2004 року Федерація стає офіційним членом Всесвітньої асоціації міні-гольфу (World MiniGolf Sport Federation). У період 2004—2008 рр. проводиться Кубок України з гольфу (Ukraine Open Golf Gup), в якому брали участь лише гольфісти-аматори, оскільки професійних гравців на той час в Україні ще не існувало.
7–9 червня 2004 року вперше проводиться Кубок України з гольфу в Чехії у гольф-клубі Асторія (Golf Club Astoria. Брало участь близько 20 учасників. Серед чоловіків переможцем став Геннадій Дробишевський, серед жінок — Вероніка Бойко. 6–7 липня 2005 року Кубок України з гольфу проводився в Польщі в гольф-клубі «Krakov Valley Golf & Country Club». Кількість учасників у змаганнях — 21 спортсмен. Серед чоловіків переможцем став Гаркавенко Руслан, серед жінок — Ніконова Іванна.
У 2006 році Кубок України з гольфу проводився у Словаччині. Серед чоловіків переможцями України став Малімон Сергій, серед жінок — Бойко Вероніка.
У 2007 році Кубок України з гольфу проходить двома етапами: перший етап відбувся влипні 2007 р. в Росії (м. Москва, Нахабіно, гольф клуб «Москов Кантрі Клаб»), другий етап — у грудні 2007 р. у Туреччині. Кількість учасників за два етапи — 31 спортсмен. Переможцем серед чоловіків став Мовчан Ігор, серед жінок — Мовчан Олена.
У 2008 році офіційно відкривається два гольф-поля в Україні: гольф-поле на 9 лунок у Луганській області (перший гольф-клуб) та гольф-поле «Паркове» на 9 лунок у місті Києві (київський гольф-клуб «Гольфстрім»). Тому 2008 року з'являється можливість провестиКубок України з гольфу на гольф-полях України. Кубок відбувся трьома етапами: перший етап проходить у м. Луганську, другий — у м. Києві, третій — у м. Луганську. Переможцем серед чоловіків стає Мовчан Ігор, серед жінок — Бойко Вероніка.
2009 року Міністерство України у справах сім'ї, молоді та спорту затвердило повний переклад українською мовою Правил із міні-гольфу та Правил із гольфу.
Кількість гравців за період з 2009 по 2011 р. суттєво збільшилася. У 2010—2011 рр. у змаганнях брали участь найбільше спортсменів ― 74 та 85 гравців відповідно.
У травні 2009 року відкрився гольф-клуб «Суперіор» (Superior Golf Club) у м. Харкові, поле на 9 лунок, а 2012 року добудовано поле на 18 лунок. У липні 2009 року відкрилося гольф-поле «Клубне» на 9 лунок у Київському гольф-клубі «Гольфстрім». Водночас у «Гольфстрімі» об'єднали два гольф-поля «Паркове» та «Клубне» в одне гольф-поле «Прем'єр» на 18 лунок.
У листопаді 2009 року переобрано керівництво Всеукраїнської федерації гольфу, президент — Корбан Олег Борисович. 11 грудня 2009 року президента та віце-президента Всеукраїнської федерації гольфу обрано членами Національного олімпійського комітету (НОК) України.
2010 року відкрито гольф-поле «Чемберлен» на 18 лунок у Київському гольф-клубі «Гольфстрім», а також гольф-поле на 9 лунок у Київському гольф клубі «Роял». У Люксембурзі 17 жовтня 2010 року Всеукраїнська федерація гольфу стає членом Європейської асоціації гольфу (European Golf Association), 2 грудня — членом організації R&A.
26 листопада 2011 року Всеукраїнська федерація гольфу стає членом Міжнародної федерації гольфу (International Golf Federation).
2011 року відкривається гольф-поле на 9 лунок у гольф клубі «Козин» у м. Києві. У вересні 2012 року вперше на офіційному рівні національна збірна команда України взяла участь у командному чемпіонаті світу (Туреччина). Жіноча збірна команда України з гольфу посіла 53 місце (усього 53 команди);чоловіча збірна команда України з гольфу — 70 місце (усього 72 команди).
22–24 травня 2012 року у Київському гольф-клубі «Гольфстрім» проведено Європейський жіночий тур «Летас» (GolfStream Ladies Open: Ladies European Tour Access Series) — офіційний відбірковий турнір на жіночий європейський тур. У турнірі взяли участь 42 спортсменки з 15 країн світу. Україна не брала участі у зв'язку з низьким світовим рейтингом, який не дозволив на цьому етапі потрапити на відбіркові змагання.
12–15 вересня 2013 року вперше в Україні проводився один із етапів Європейського Челлендж туру (ChallengeTour) «Kharkiv Superior Cup». Участь у турі взяли 7 українських гравців (6 — аматорів, 1 — професійний гравець), які зайняли місця з 118 — до 128 у загальному заліку.
У жовтні 2019 року президентом та головою Правління Всеукраїнської федерації гольфу було обрано Віталія Хомутинніка. Генеральним секретарем обрано Володимира Пилипенко.

## Президент
1. Спіженко Юрій Пркопович (1997—1999)
2. Воронов Ігор Олексійович (1999—2009)
3. Корбан Олег Борисович (2009—2019)
4. Хомутиннік Віталій Юрійович (з жовтня 2019 року)